# 山名金明

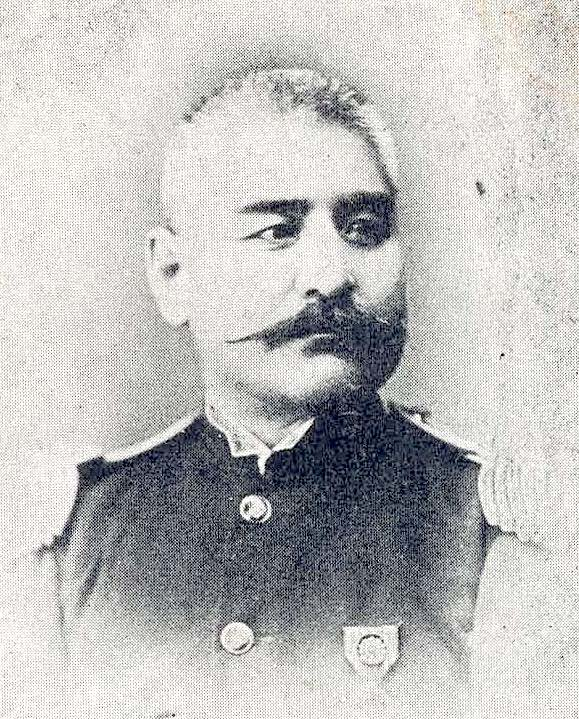
山名金明

山名金明（？—？）為日本政府官員。山名金明於1900年受台灣總督府委任，接替續彥三，於台灣台北地區擔任台北辦務署長一職。隔年就任基隆廳廳長至1906年。
| 前任： 續彥三 | 台北辦務署長 1900年上任 | 繼任： 無（裁撤） |